# 숀 브래들리

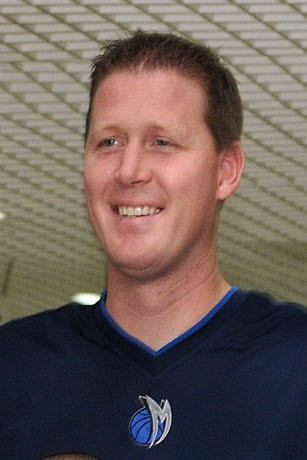
숀 브래들리

숀 폴 브래들리(영어: Shawn Paul Bradley, 1972년 3월 22일 ~ )는 전미 농구 협회(NBA)의 필라델피아 76ers, 뉴저지 네츠, 댈러스 매버릭스에서 센터로 뛰었던 독일계 미국인 전직 프로 농구 선수이다. 그는 2.29m(7피트 6인치)의 NBA 역사상 가장 키가 큰 선수 중 한 명이다. 브래들리는 가족이 미군 기지 의료시설에 주둔하면서 서독 란츠툴에서 태어나 유타주 캐슬 데일에서 자랐다. 미국과 독일 시민권을 모두 갖고 있다.

## 프로 경력
- 필라델피아 세븐티식서스(1993~1995)
- 뉴저지 네츠(1995~1997)
- 댈러스 매버릭스 (1997-2005)